# Američka platana
Američka platana (lat. Platanus occidentalis) sjevernoameričko je drvo iz porodice vodoklenovki (Platanaceae), koje doseže visinu od 35 m, u pojedinim slučajevima i do 50 m. Opseg debla do 4 metra. Tipična je kora koja se ljušti, sivo-smeđe-bijele boje. Listovi su slični lišću vinove loze. U Europi se uzgaja kao ukrasno drvo. Nije osjetljiva na ispušne plinove i gradsku prašinu. U Hrvatskoj je tipičan primjer drvoreda platana Zrinjevac u Zagrebu.

## Sastav
Triterpenoidi (betulin, betulinska kiselina 0.7-1.5%, betulinski aldehid, betulinični aldehid acetat), sitosterol - u kori stabla. U listovima su pronađene fenolkarboksilne kiseline, u hidrolizatu: kava, p-kumar; flavonoidi, kaempferol, mircitin, kvercetin; antocijani u hidrolizatu (cijanidin, delphinidin). Plodovi sadrže najviše alifatski ugljikovodik n-heptriakontan, sitosterol; viši alifatske alkohole, kao i njihove derivate: 16-hidroksietriakontan, 16-hidroksitriozan, n-gentriakontanol, cerilterat.

## Ljekovitost
U narodnoj medicini je nadaleko poznata po svojim blagotvornim svojstvima. Odvarak korijena se odavno koristi kao hemostatsko sredstvo, te kod zmijskih ugriza u azijskim zemljama. Posjeduje protuupalna, antivirusna, analgetska svojstva, uvarak kore s octom je učinkovito terapijsko sredstvo za dizenteriju, proljev, gripu i zubobolju. Infuzija lišća koristi se kod nekih oftalmoloških bolesti (konjunktivitis, blefaritis). Iz pepela, nakon spaljivanja platana, priprema se mast koja se koristi za liječenje vitiliga. Uvarak lišća i kore liječi opekotine, rane, čireve, ozebline kože.